# أم حكيم بنت الحارث بن هشام
أمّ حَكِيم بنت الحارث بن هشام المخزومية، صحابية، وأمّها فاطمة بنت الوليد بن المغيرة أخت خالد بن الوليد، تزوجت أم حكيم من عكرمة بن أبي جهل، ولما قتل عنها عكرمة، تزوجها خالد بن سعيد.

## حياتها
هي أمّ حَكِيم بنت الحارث بن هشام بن المغيرة بن عبد الله بن عمر بن مَخْزُوم، وأمّها فاطمة بنت الوليد بن المغيرة بن عبد الله بن عمر بن مَخْزُوم. تزوجها ابن عمها عكرمة بن أبي جهل، وحضرت يوم أحُد وهي كافرة.
أسلمت أم حكيم يوم الفتح، واستأمَنَت النبيّ  لزوجها عكرمة، وكان عكرمة قد فَرَّ إِلى اليمن، وخرجت في طلبه فردَّتْه حتى أَسلم، وثبتا على نكاحهما، فعن عبد الله بن الزبير قال: «لما كان يوم الفتح أسلمت أمّ حكيم بنت الحارث بن هشام امرأة عِكْرِمَة بن أَبِي جهل وأتت رسول الله ، فبايعته.». وعن عروة، قال: «كانت أم حكيم بنت الحارث عند عكرمة، وكانت فاختة بنت الوليد بن المغيرة عند صفوان بن أمية، فأسلمتا جميعًا، واستأمنت أم حكيم بنت الحارث لعكرمة، فأمنه النبي ».
ولما قتل عنها عكرمة، تزوجها خالد بن سعيد.
و تزوجها عمر بن الخطاب أمير المؤمنين وروى عبد الحميد بن جعفر، عن أَبيه، قال: «كانت أُمّ حكيم بنت الحارث بن هشام تحت عكرمة بن أَبي جهل، فقُتل عنها بأجنادين، فاعتدَّت أَربعة أَشهر وعشرًا، وكان يزيد بن أَبي سفيان يخطبها، وكان خالد بن سعيد يُرسل إليها يعرض لها في خطبتها، فخطبت إلى خالد بن سعيد، فتزوجها على أَربعمائة دينار، فلما نزل المسلمون مرج الصفَّر، وكان خالد قد شهد أَجنادين وفِحل ومَرْج الصفر، أراد خالد أَن يعرّس بأم حكيم فجعلت تقول: لو أَخَّرْت الدّخول حتى يفضَّ الله هذه الجموع، فقال خالد: إِن نفسي تحدّثني أني أُصاب في جموعهم. قالت: فدونك فأعرس بها عند القنطرة التي بالصفّر؛ فيها سُمِّيَت قنطرة أُم حكيم، وأَوْلَم عليها، فدعا أصحابه على طعام، فما فرغوا من الطّعام حتى صفّت الرّوم صفوفَها صفوفًا خَلْف صفوف؛ وبرز رجل منهم مُعْلَم يدعو إلى البراز، فبرز إِليه أَبو جندل بن سهيل بن عمرو، فنهاه أَبو عبيدة، فبرز حبيب بن مسلمة فقتله حبيب، ورجع إلى موضعه، وبرز خالد بن سعيد فقاتل فَقُتِلَ، وشدت أُم حكيم عليها ثيابها وتبدَّت وإِنَّ عليها أَثر الخلوق؛ فاقتتلوا أَشدّ القتال على النّهر، وصبر الفريقان جميعًا وأَخذت السِّيوفُ بعضها بعضًا، وقَتَلَتْ أُم حكيم يومئذ سبعة بعمود الفسطاط الذي بات فيه خالد معرِّسًا بها.».